# Pogonocherus pictus
Pogonocherus pictus là một loài bọ cánh cứng trong họ Cerambycidae.